# Баимово (Абзелиловский район)
Баи́мово, также Баи́м  (баш. Байым ) — село в Абзелиловском районе Республики Башкортостан России, центр Баимовского сельсовета. Согласно переписи 2020 года население составляло 972 человека.

## Географическое положение
Расстояние до:
- районного центра (Аскарово): 67 км,
- ближайшей железнодорожной станции (Ташбулатово): 12 км.

## Происхождение названия
От башкирского личного имени баш. Байым (рус. Баим). Деревня носит имя старшины Кубелякской волости тархана  Баима Кедраева (Кидраева).

## Население
| 1968 | 2002 | 2009  | 2010  |
| ---- | ---- | ----- | ----- |
| 685  | ↗982 | ↗1183 | ↘1015 |

Согласно переписи 2002 года, преобладающая национальность — башкиры (99 %).